# Stadssanering van Dordrecht
Een stadssanering van Dordrecht vond plaats in de binnenstad van de Zuid-Hollandse stad Dordrecht in de jaren zestig en zeventig van de 20e eeuw. Dordrecht was vervallen tot een voor Nederlandse begrippen arme stad en het centrum was door economische achteruitgang verkrot. De gemeente besloot in dezelfde periode gedeeltes in het bouwvallige centrum te saneren. De historische aanblik van de binnenstad veranderde met deze plannen sterk. Ook liep de stad voorop met zijn saneringsplannen. Zo waren er weinig andere Nederlandse steden waar zoveel historische panden werden gesloopt.

## Situatie
De krottenwijken bestonden uit een sterk verdicht verbouwingsbeeld met nauwe straatjes, steegjes en hofjes met verloederde panden en aanbouwsels. Ze ontstonden met name in de 19e eeuw door ontvolking: door de stadsuitbreidingen trokken veel inwoners weg naar betere buurten. Huisjesmelkers investeerden nauwelijks in de oude panden. De steeds meer vervallen huizen bleven voor de allerarmsten over.

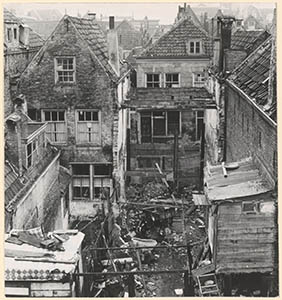
Kromme Elleboog.
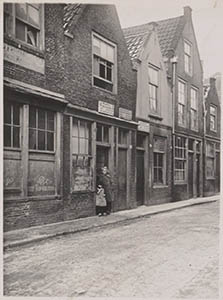
Raamstraat.
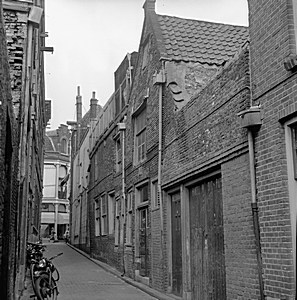
Pelserstraat.

## Visie en doelen sanering
De stad moest weer gaan functioneren. De moderne tijd vergde alle ruimte voor de auto in het stadshart. De sloop was oorspronkelijk voor een belangrijk deel gemotiveerd als een verbetering van de verkeerscirculatie. Het tweede doel was om de erbarmelijke leefsituatie voor de armste bewoners te beëindigen. 
Het doel was niet historische panden te slopen, maar behoud stond de saneringsdoelen vaak in de weg. Met name de achterstraatjes dienden te verdwijnen om de belangrijkste straten meer ruimte te geven. Historische panden in de achterstraatjes werden daarbij gesloopt. Een van de redenen was dat men vond dat woningen toegankelijk moesten zijn voor licht en lucht, smalle straatjes en huizen met weinig ramen moesten daarom ook verdwijnen. 
Om de doelen te bereiken dienden 1900 panden gesloopt te worden.

## Saneringsplan fase I: 1949-1954
Tussen 1949 en 1954 ontvouwde W. Wissing van bureau Van Tijen & Maaskant een plan om een substantieel deel van de binnenstad te slopen. Een ander onderdeel van het plan was de Nieuwe Haven deels op te offeren om er een nieuw stadhuis te bouwen. Het historische gedeelte aan de Buiten Walevest zou volgens het plan gesloopt moeten worden om plaats te maken voor flatwoningen, maar dit werd als te rigoureus gezien.

## Saneringsplan fase II: 1958-1961
In 1958 presenteerden S.J. van Emden en Wissing het ‘Basisplan voor de Sanering van de Binnenstad’, waarin er sprake was van iets meer historisch bewustzijn, maar massale sloop bleef belangrijk. Dit basisplan werd door de gemeenteraad aangenomen in 1961. Ten opzichte van het vorige plan kwamen er minder verbrede wegen. Hierdoor was er meer ruimte om op diverse plekken historische panden te behouden. Een voorname route werd via de Spuiboulevard en Sarisgang naar het Statenplein en de Voorstraat.
Er werden 271 bezwaarschiften ingediend. Bovendien protesteerde de Vereniging Oud-Dordrecht. Desniettemin stemde een duidelijke meerderheid van de gemeenteraadsleden in met het plan.

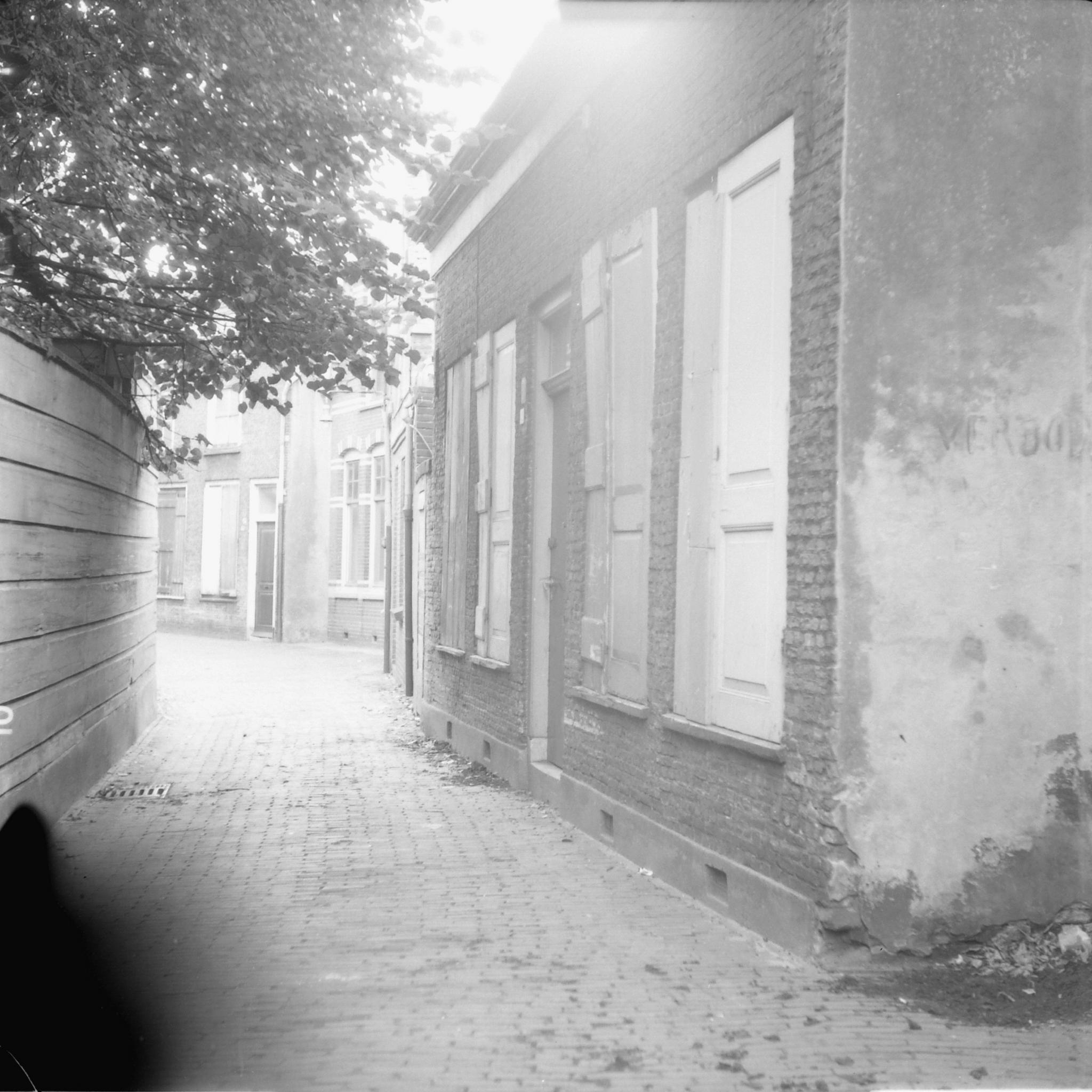
Achterom, hoe het was.
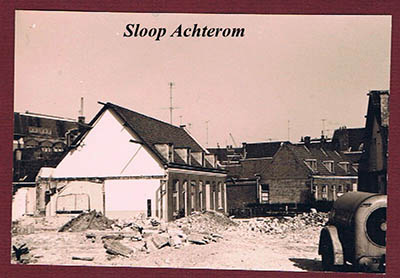
einde oude situatie.
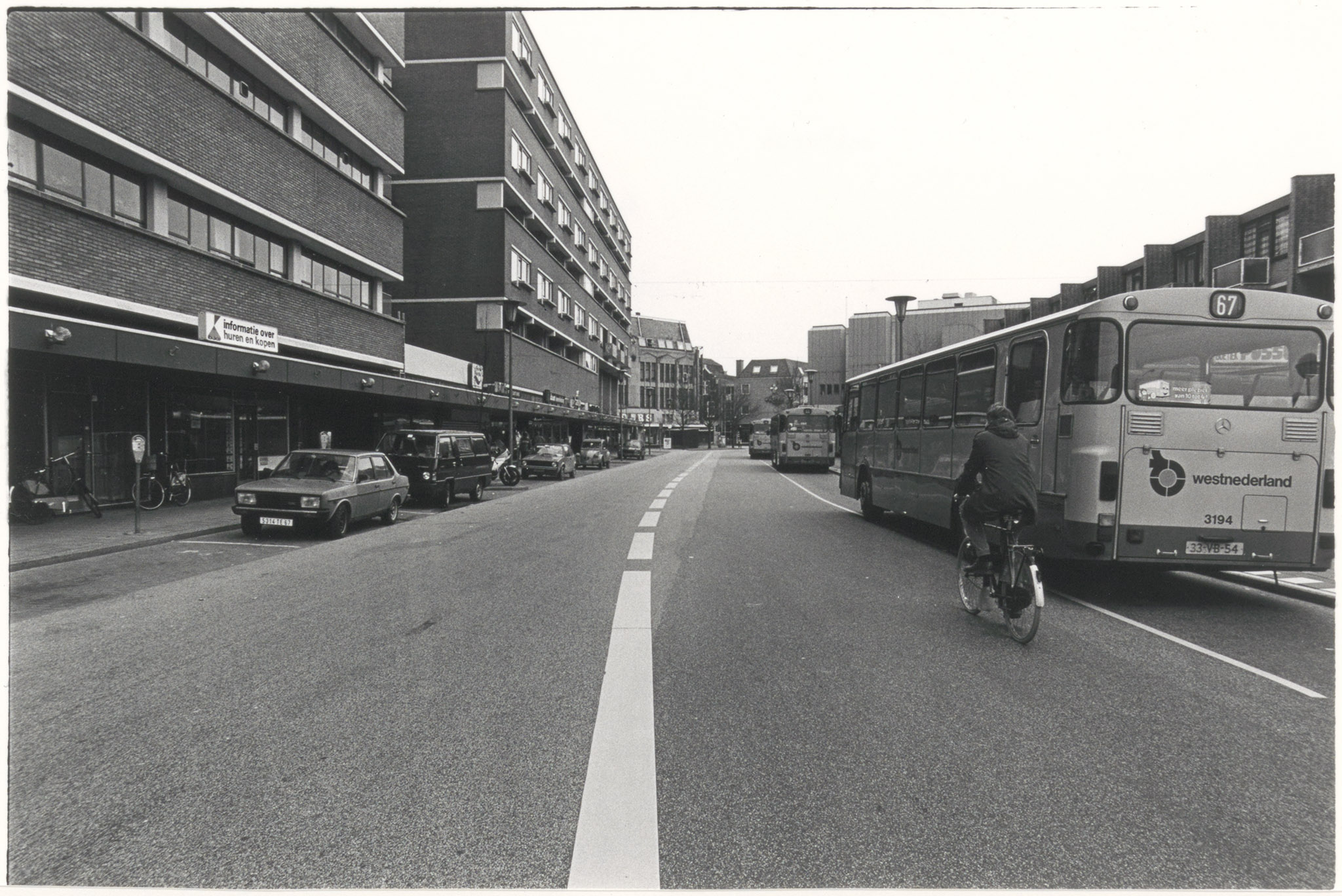
hoe het werd.

## Uitvoering Saneringsplan ca. 1965-1975
De straten en stegen op en rond het huidige Statenplein zijn bijna in zijn geheel gesloopt. Dit gold ook voor beeldbepalende gebouwen, zoals de voormalige synagoge, het oude gymnasium (Spuiboulevard) en het oude postkantoor aan het Bagijnhof. Ook veel huizen met een Dordtse gevel werden gesloopt. Deze gevels waren meesterproeven vanuit het gildewezen. Wat de stadssanering in Dordrecht zo bijzonder maakte, is de massale sloop van historische panden. Van gesloopte huizen in het gebied zijn gevelstenen gered, waaruit bleek dat er veel zeventiende- en achttiende-eeuwse panden stonden.

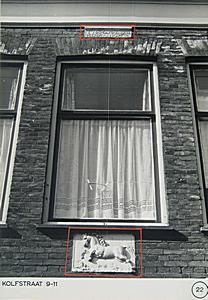
Gevelsteen Kolfstraat.
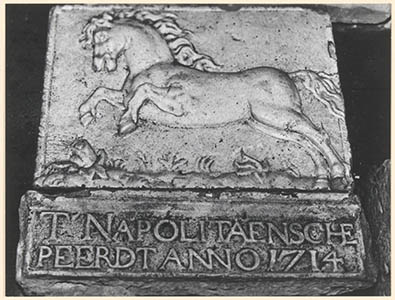
Detail gevelsteen Kolfstraat.
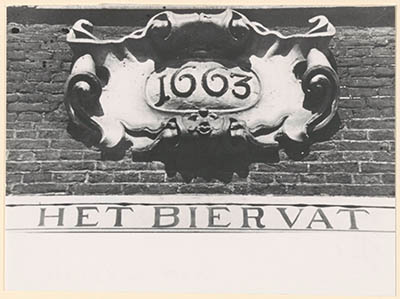
Gevelsteen Brouwerij de Sleutel (Varkensmarkt).
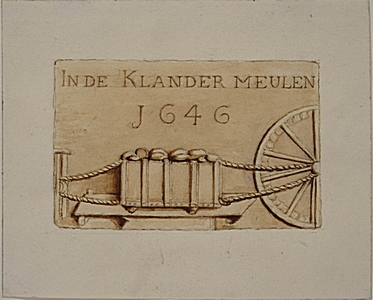
Gevelsteen in der Klander Muelen.

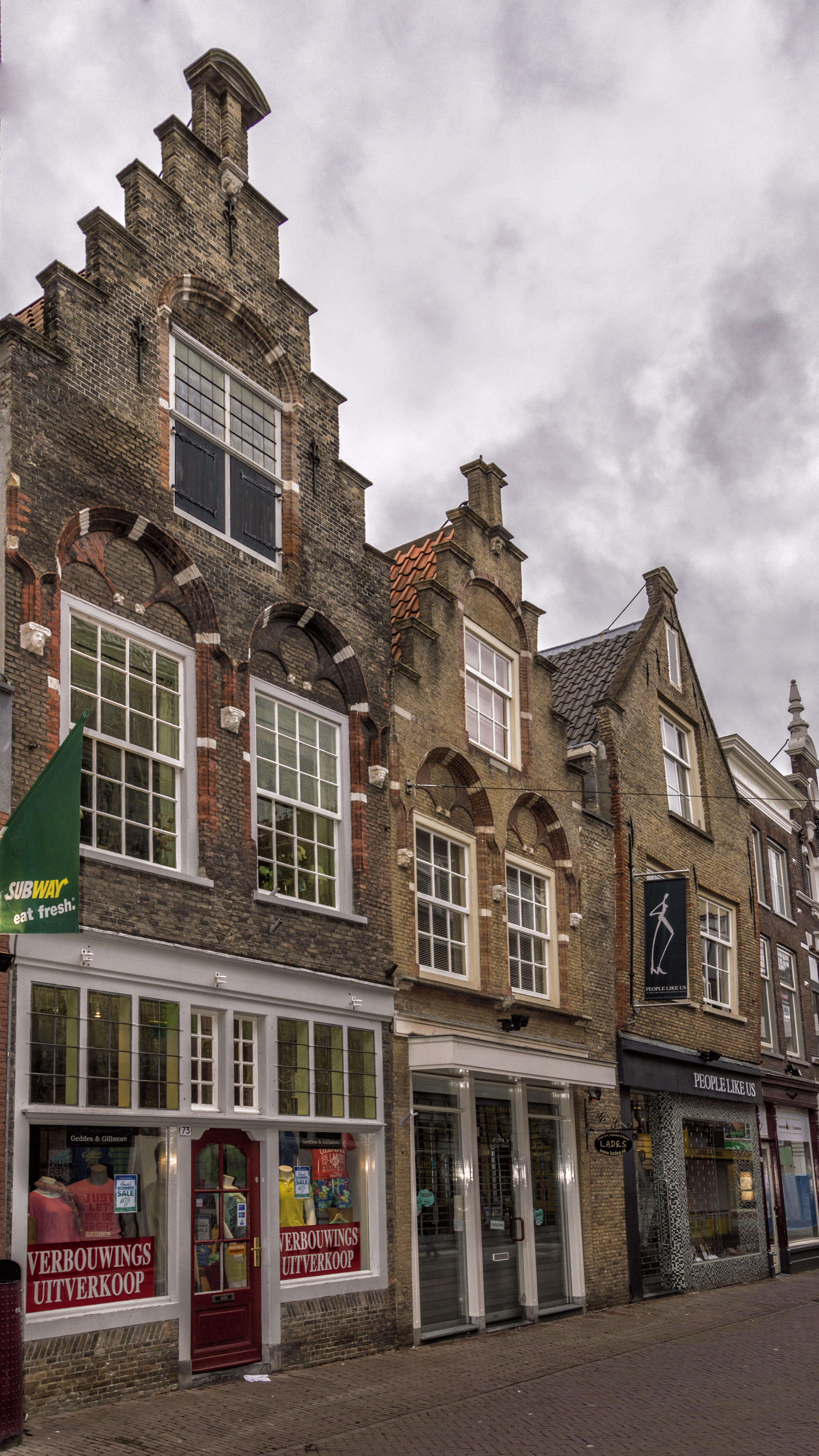
Gerestaureerde Dordtse gevel.
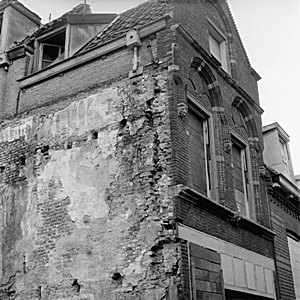
Dordtse gevel klaar voor de sloop.
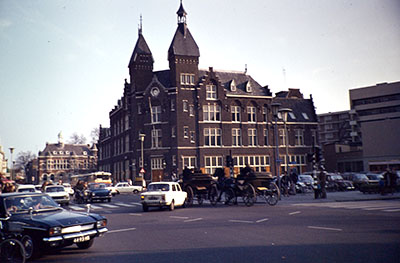
Beeldbepalend Postkantoor vóór de sloop.
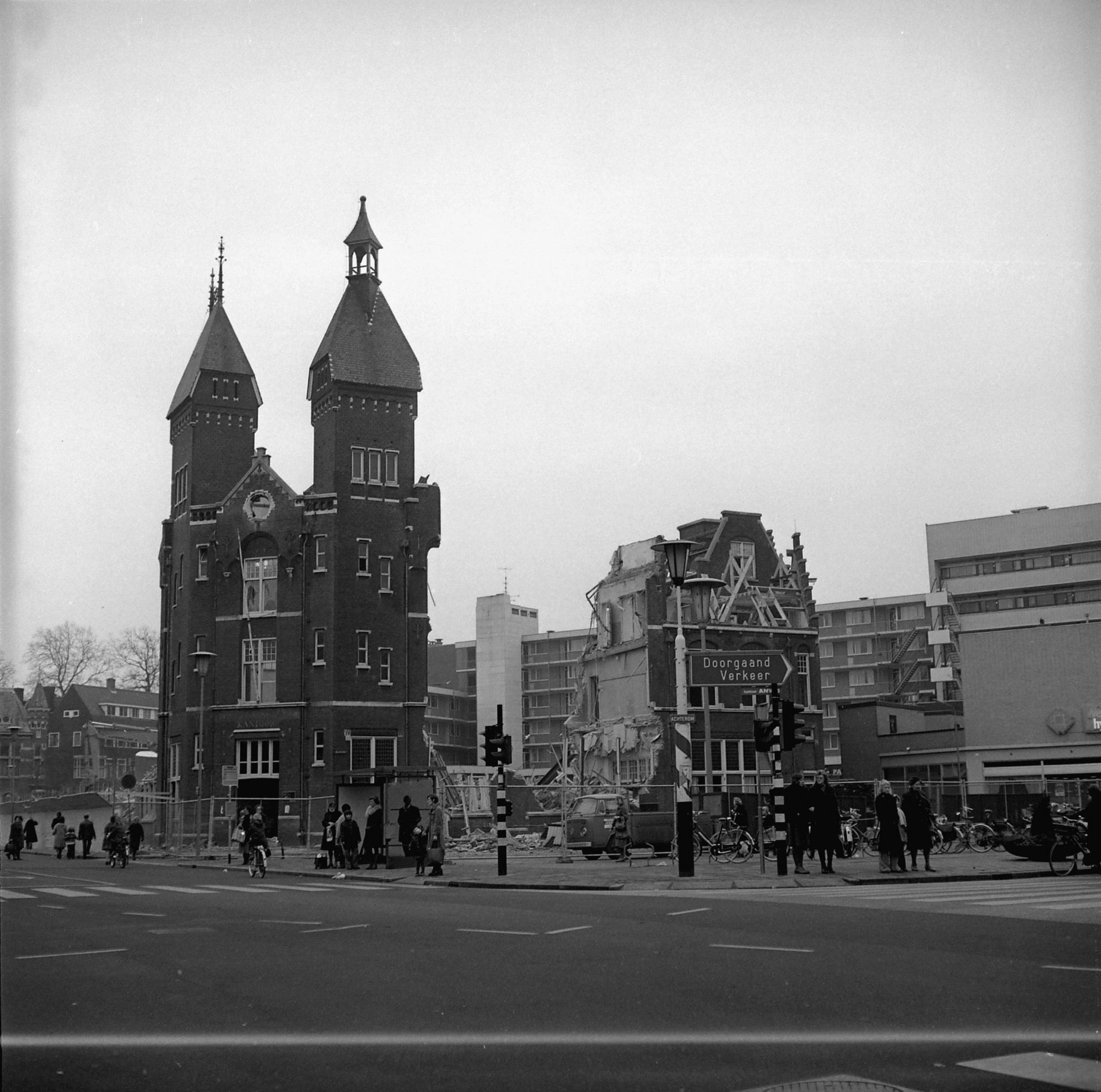
Postkantoor tijdens sloop

## Resultaat
De kaalslag leidde tot grote problemen. Er werden onvoldoende investeerders gevonden om de lege ruimtes te vullen. Delen van de stad waren kaalslaggebieden geworden. Door het vertrek van de bewoners verdwenen er ook winkels. De belangrijkste winkelstraat, de Voorstraat, en de Spuistraat/Spuiweg verloren hun vitaliteit. Veel ongebruikte ruimtes werden gebruikt als parkeerplaatsen. Het duurde tot het einde van de twintigste eeuw voordat de laatste gaten waren gevuld. Op het eind van de uitvoering van deze fase ontstond het besef dat de doelstellingen niet heel goed waren uitgepakt. De sanering pakte economisch wel goed uit voor de nieuwe winkelstraten Achterom, Bagijnhof en Sarisgang.

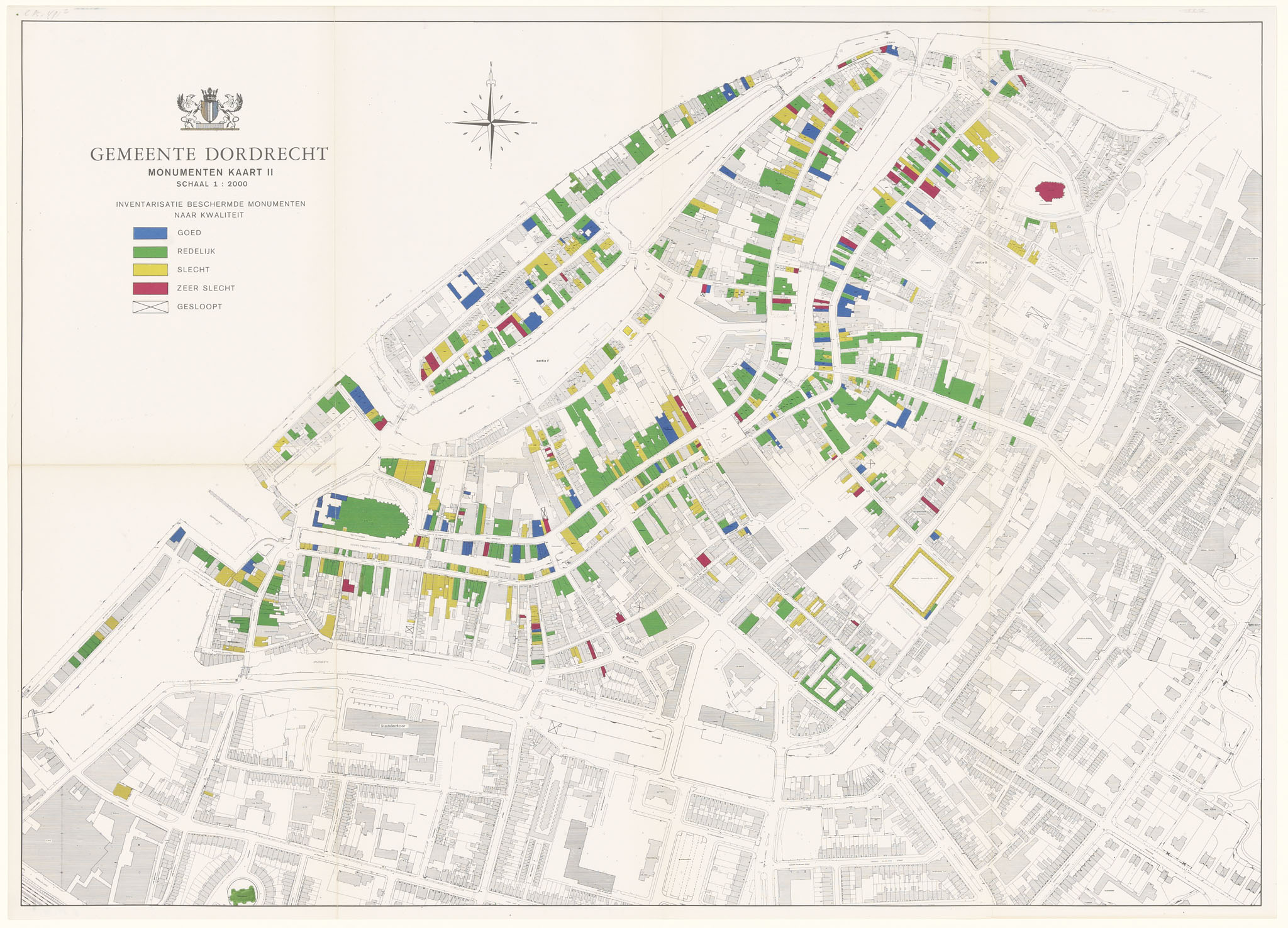
Kaart uit 1972, waarin de nog bestaande beschermde panden ingekleurd zijn (de kleuren verwijzen naar bouwkundige staat). Een groot deel van het historische centrum werd niet als erg relevant gezien.

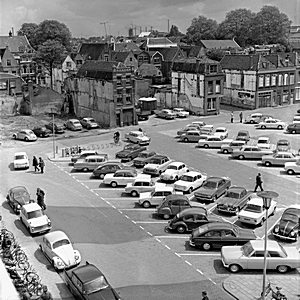
Statenplein als parkeerplaats na sloop (1967).
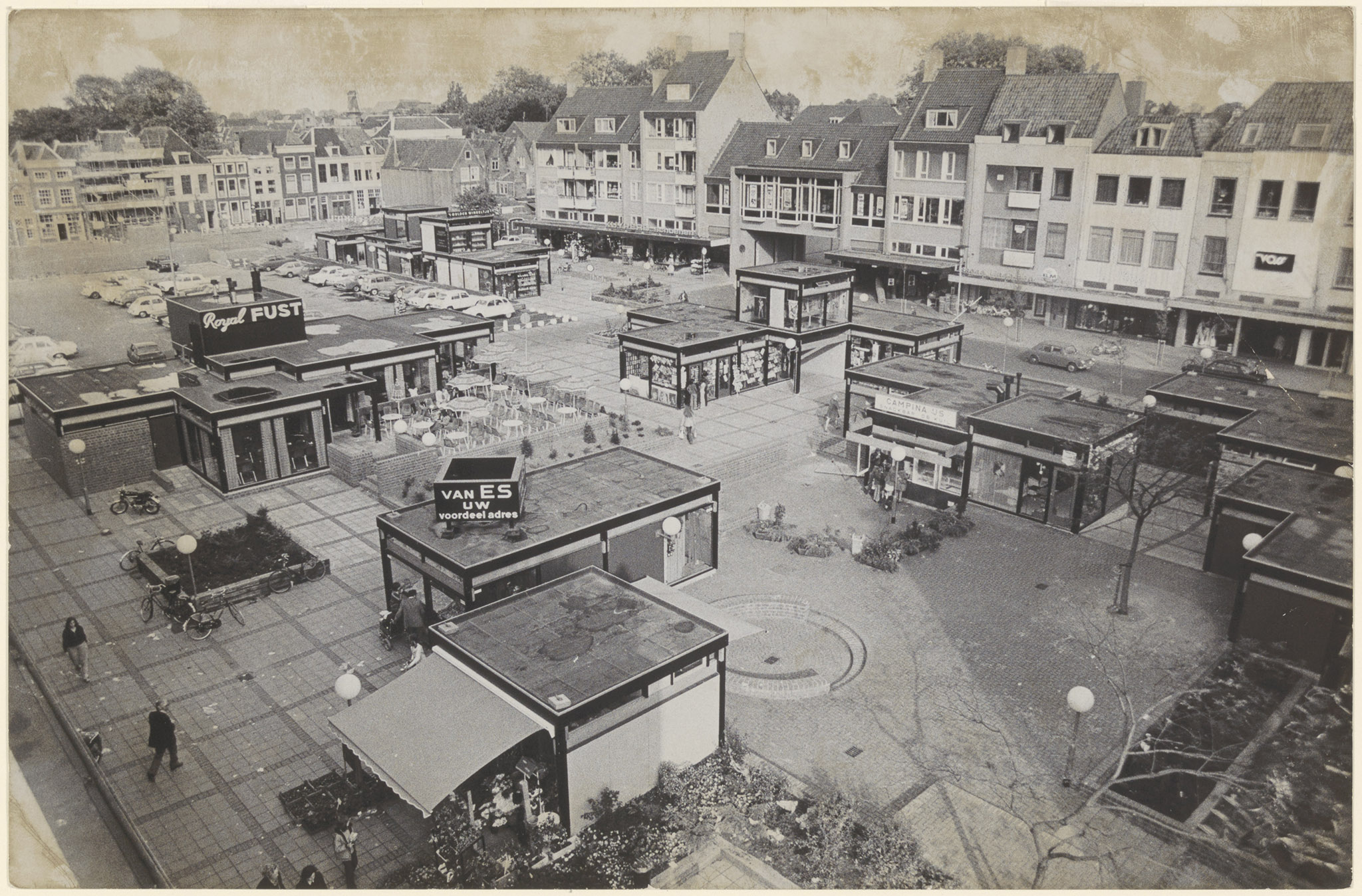
Statenplein met kleine winkelbouwsels (1974).
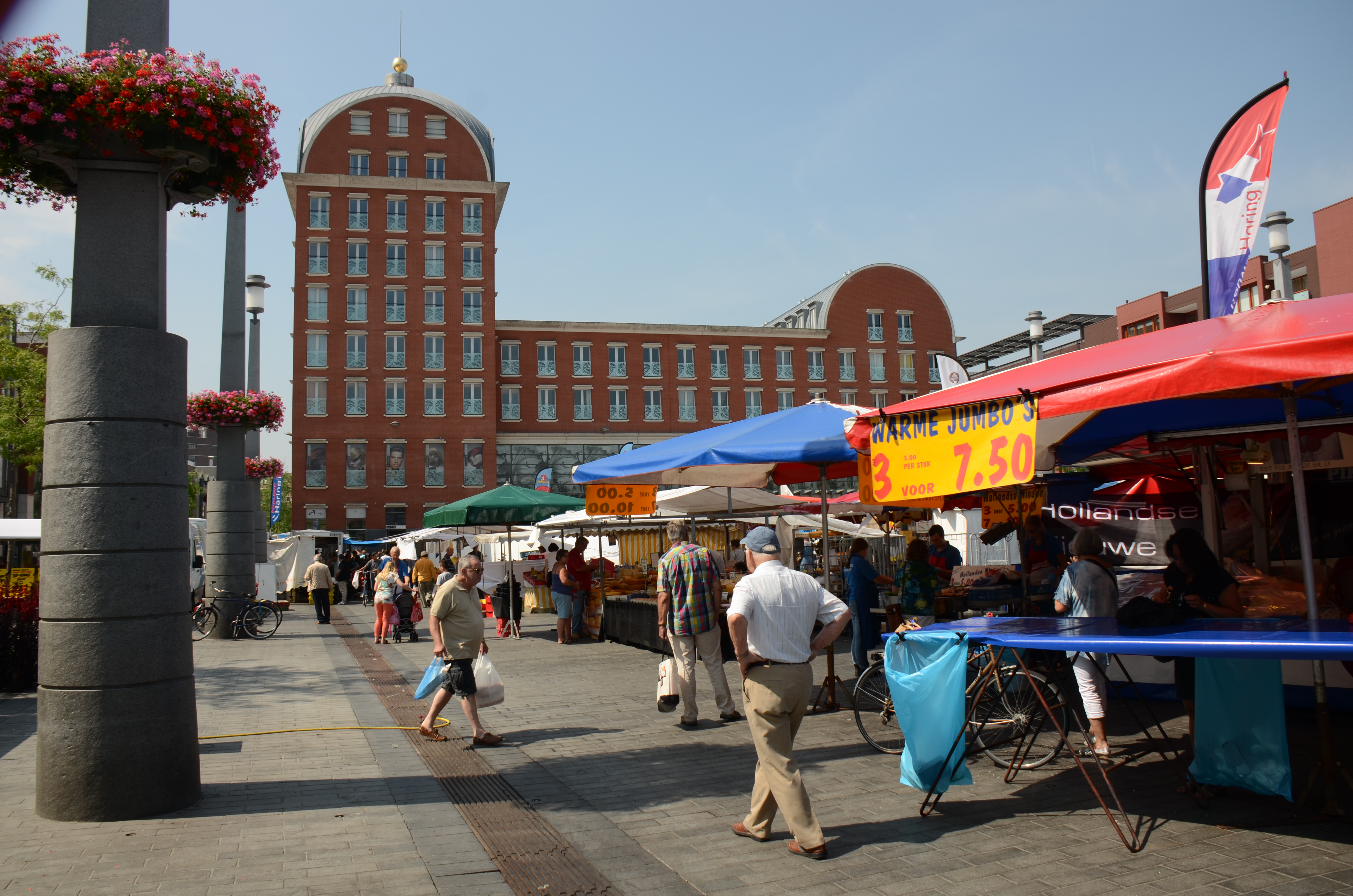
Statenplein, hedendaags. Marktdag.

## Saneringsplan fase III: 1976-1980
In 1976 begon de wind te draaien, met name door de opvattingen van wethouder Lamers. Burgemeester Van der Lee probeerde eind jaren zeventig de sloop van nog meer historische panden een halt toe te roepen voor zover er nog iets te redden viel. In het ‘Structuurplan Binnenstad’ werd gestreefd naar restauratie en herbouw van historische panden in zoverre dat dat nog mogelijk was. Groei en bloei van de binnenstad moesten bewoning stimuleren. Tevens wilde men de stad een historisch aanzicht laten houden, in zoverre dat dat nog mogelijk was. Geloof in revitalisering door massale sloop was er niet meer. Uiteindelijk werden er vierhonderd historische panden gerestaureerd, wat Dordrecht nog steeds een historische aanblik geeft.

## Meest recente visie
De meest recente visie is een wijziging van de ideeën over de verkeerscirculatie: de auto moest zoveel mogelijk uit de stad gebannen worden.